# Ferrovia Palézieux-Bulle-Montbovon
La ferrovia Palézieux-Bulle-Montbovon è una linea ferroviaria a scartamento ridotto della Svizzera.

## Storia
La linea discende direttamente dal progetto di una ferrovia tra Vevey, Bulle e Thun a scartamento metrico e trazione a vapore, per la quale venne attribuita una concessione federale nel 1890 ma che non vide mai la luce a causa dei contrasti tra cantoni e per la difficoltà di raccogliere i finanziamenti necessari. Da tale progetto derivarono quelli di varie ferrovie, in parte a scartamento normale (la tratta Spiez-Erlenbach-Zweisimmen).
Nel 1897 venne attributa la concessione per una ferrovia in sede stradale tra Châtel-Saint-Denis (al confine tra i cantoni Friburgo e Vaud) e Château-d'Œx, passante per Bulle e Montbovon; l'8 settembre 1898 si costituì la Compagnie des Chemins de fer routiers électriques, à Bulle, per la costruzione e l'esercizio della linea, che l'anno successivo cambiò ragione sociale in Compagnie du Chemin de fer électrique Châtel-Bulle-Montbovon (CBM), in quanto si era stabilito di costruire una linea in sede propria. Sempre nel 1899, in concomitanza alla concessione della ferrovia Montreux-Oberland Bernese, venne stabilito che il materiale rotabile della CBM avrebbe potuto circolare senza limitazioni anche sulla MOB (e viceversa). Sempre nello stesso anno venne attribuito ad un comitato d'iniziativa la concessione per una ferrovia tra Palézieux (sulla ferrovia Losanna-Berna) e Châtel-Saint-Denis; il 1° novembre 1899 si costituì la società Compagnie du Chemin de fer Electrique Châtel St. Denis-Palézieux (CP) che aprì al pubblico la propria linea il 29 aprile 1901. 
Nel 1902 la CBM cambiò ragione sociale in Chemins de fer électriques de la Gruyère (CEG), che il 23 luglio 1903 aprì le tratte Châtel-Saint-Denis-Vuadens e La Tour-de-Trême-Montbovon; la linea venne completata l'anno successivo, con l'apertura della sezione mancante (Vuadens-Bulle l'11 agosto, Bulle-La Tour-de-Trême il 21 novembre).
La CEG rilevò la concessione della tratta Palézieux-Châtel-Saint-Denis dalla CP nel 1907 (le due società avevano già in comune la direzione). Nel 1909 venne attribuita ad un comitato d'iniziativa, per conto della CEG, la concessione per una diramazione tra La Tour-de-Trême e Broc, aperta nel 1912.
Nel 1942 la CEG si fuse con la Compagnie du Chemin de fer Fribourg-Morat-Anet (FMA), concessionaria dell'omonima ferrovia, nella società Compagnie des Chemins de fer fribourgeois Gruyère–Fribourg–Morat (GFM), che l'anno successivo assorbì anche la ferrovia Bulle-Romont apportata dal canton Friburgo. La fusione delle ferrovie private friborghesi era una delle condizioni poste dalla Confederazione Elvetica per accedere ai finanziamenti previsti dalla legge federale del 1939 sull'aiuto alle ferrovie. Sotto la gestione GFM vennero introdotti nuovi rotabili, dotati di comando multiplo.
Altro cambio societario si ebbe nel 2000, anno in cui la GFM assorbì la Transports en commun de Fribourg (TF) cambiando ragione sociale in Transports publics fribourgeois (TPF).

## Caratteristiche
La linea, a scartamento metrico, è lunga 43,3 km. La linea è elettrificata a corrente continua con la tensione di 900 V; la pendenza massima è del 32 per mille. È interamente a binario unico
.

### Percorso
|  | Continuation backward |

|  | Station on track | Head station |  |

| Unknown route-map component "CONTgq" | One way rightward | Straight track |  |

|  |  | Unknown route-map component "STR+GRZq" |

|  |  | Unknown route-map component "eHST" |

|  |  | Station on track |

|  |  | Unknown route-map component "eHST" |

|  |  | Stop on track |

|  |  | Unknown route-map component "eHST" |

| Unknown route-map component "exCONTg" |  | Straight track |  |

| Unknown route-map component "exSTR" | Unknown route-map component "exKBHFa-Rq" | Unknown route-map component "eABZgr" |  |

| Unknown route-map component "exSTRl" | Unknown route-map component "exKBHFe-Mq" | Station on track |  |

| 6,78 |
| 0,00 |

|  | Unknown route-map component "exKBHFa-Lq" | Unknown route-map component "eABZg+r" |  |

|  |  | Unknown route-map component "eHST" |

|  |  | Unknown route-map component "SKRZ-Yo" |

|  |  | Station on track |

|  |  | Unknown route-map component "SKRZ-Yo" |

|  |  | Station on track |

|  |  | Unknown route-map component "eHST" |

|  |  | Unknown route-map component "eHST" |

|  |  | Station on track |

|  |  | Unknown route-map component "eHST" |

|  |  | Station on track |

|  |  | Unknown route-map component "eHST" |

|  |  |  | Straight track | Unknown route-map component "STR+l" | Unknown route-map component "CONTfq" |

|  |  | Unknown route-map component "DST-L" | Unknown route-map component "DST-R" |

|  |  | Unknown route-map component "BHF-L" | Unknown route-map component "BHF-R" |

|  |  | Unknown route-map component "eABZgl" | Unknown route-map component "eABZg+r" |

|  |  | Unknown route-map component "DST-L" | Unknown route-map component "DST-R" |

|  |  |  | Straight track | One way leftward | Unknown route-map component "CONTfq" |

|  |  | Stop on track |

|  |  | Stop on track |

|  |  | Station on track |

|  |  | Enter and exit short tunnel |

|  |  | Enter and exit short tunnel |

|  |  | Unknown route-map component "eHST" |

|  |  | Station on track |

|  |  | Station on track |

|  |  | Stop on track |

|  |  | Unknown route-map component "hKRZWae" |

|  |  | Stop on track |

|  |  | Stop on track |

|  | Unknown route-map component "CONTgq" | Unknown route-map component "ABZg+r" |  |

|  |  | Station on track |

|  |  | Continuation forward |

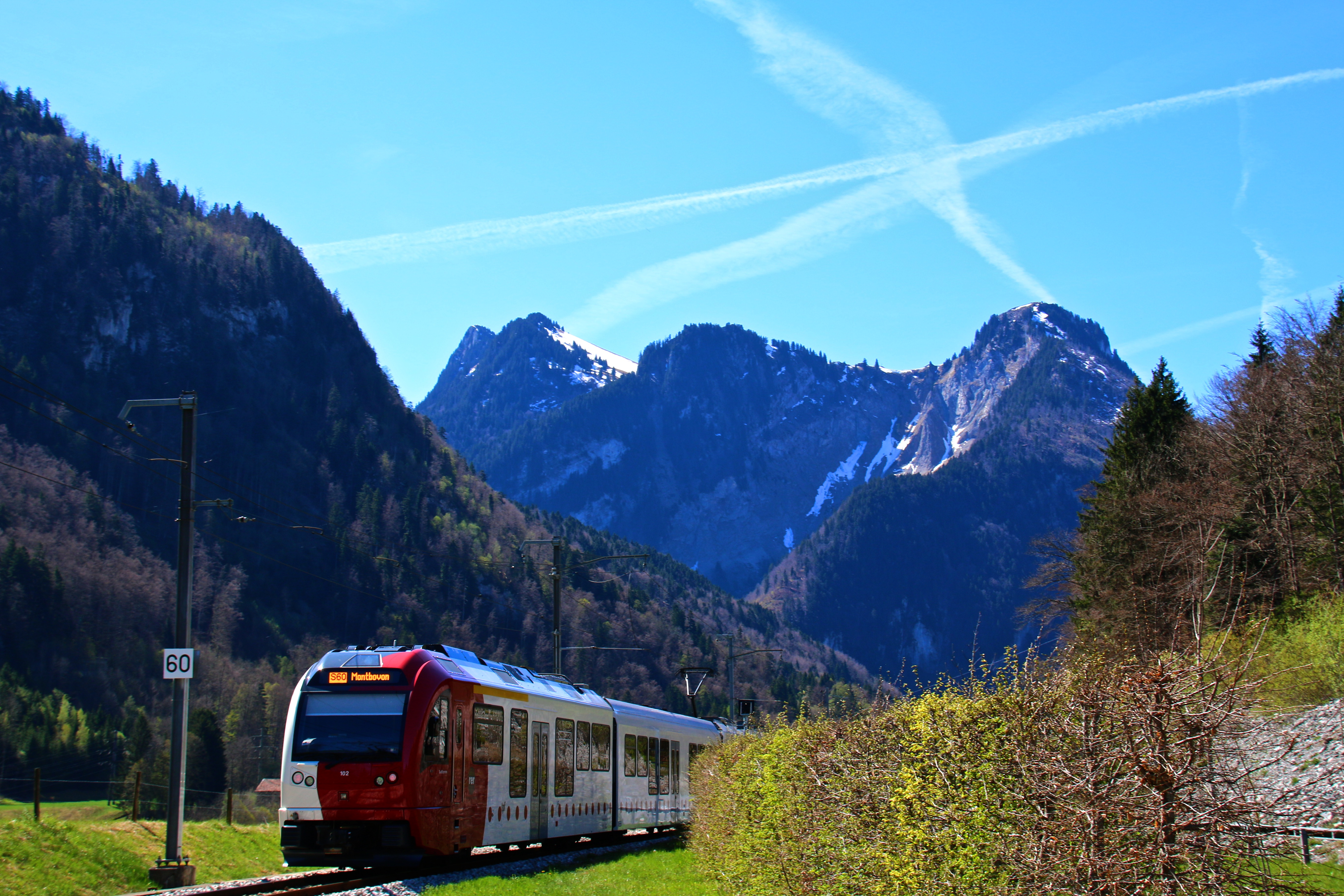
Un convoglio nei pressi di Montbovon

La linea parte dalla stazione di Palézieux, sulla ferrovia Losanna-Berna. Dopo alcune centinaia di metri si lascia il canton Vaud per il canton Friburgo, procedendo in direzione sud-est verso Châtel-Saint-Denis. Fino al 2019 a Châtel-Saint-Denis si doveva invertire la marcia (tra il 1904 e il 1969 era stata anche capolinea della diramazione per Saint-Légier delle Chemins de fer eléctriques veveysans); in quell'anno venne inaugurata una nuova stazione passante.
Da Châtel-Saint-Denis ci si dirige quindi, in direzione nord, verso il nodo ferroviario di Bulle; di lì, procedendo verso sud, si distacca a La Tour-de-Trême la linea per Broc, ricostruita a scartamento normale nel 2022 (la tratta è a doppio scartamento e ad alimentazione commutabile). Da Enney si costeggia il fiume Sarina fino a raggiungere la stazione di Montbovon, condivisa con la Ferrovia Montreux-Oberland Bernese.

## Materiale rotabile
.
.
.

### Materiale motore - prospetto di sintesi
| Tipo                   | Unità            | Anno di costruzione | Costruttore | Note |
| ---------------------- | ---------------- | ------------------- | ----------- | --- |
| Automotrici elettriche | BCFZe 4/4 1÷2    | 1901                | SWS-Alioth  | consegnate alla CP, dal 1907 alla CEG e rinumerate 8÷9, trasformate tra il 1927 e il 1933 in locomotori elettrici |
| Automotrici elettriche | BCe 4/4 1÷2      | 1903                | SWS-Alioth  | consegnate alla CEG: 1 riclassificata nel 1926 Ce 4/4, rinumerata nel 1942 101, demolita nel 1952 2 rinumerata nel 1942 102, riclassificata nel 1956 ABe 4/4, demolita nel 1976                                                                                         |
| Automotrici elettriche | BCFe 4/4 6÷7     | 1903                | SWS-Alioth  | consegnate alla CEG: 6 riclassificata nel 1917 BCe 4/4, rinumerata nel 1942 106, riclassificata nel 1956 ABe 4/4, demolita nel 1983 7 riclassificata nel 1919 Ce 4/4, rinumerata nel 1942 107, riclassificata nel 1956 ABe 4/4, demolita nel 1991                       |
| Automotrici elettriche | CFe 4/4 11÷12    | 1903                | SWS-Alioth  | consegnate alla CEG: 11 riclassificata nel 1928 BCe 4/4, rinumerata nel 1942 111, riclassificata nel 1956 Be 4/4, conservata da GFM Historique 12 rinumerata nel 1942 112, demolita nel 1946                                                                            |
| Automotrici elettriche | CFZe 4/4 13÷14   | 1904                | SIG-Alioth  | consegnate alla CEG: 13 riclassificata nel 1924 BCe 4/4, rinumerata nel 1942 113, riclassificata nel 1956 Be 4/4, demolita nel 1976 14 riclassificata nel 1935 CFe 4/4, rinumerata nel 1942 114, riclassificata nel 1956 ABFe 4/4, nel 1962 ABDe 4/4, demolita nel 1989 |
| Automotrici elettriche | BCe 4/4 415÷417  | 1905                | SWS-Alioth  | consegnate alla CEG: 415 rinumerata nel 1942 115, riclassificata nel 1956 ABe 4/4, quindi Be 4/4, demolita nel 2016 416 demolita nel 1937 417 rinumerata nel 1942 117, riclassificata nel 1956 ABe 4/4, demolita nel 1959                                               |
| Automotrice elettrica  | BCe 4/4 421      | 1922                | SWS-MFO     | consegnata alla CEG, rinumerata nel 1942 121, riclassificata nel 1956 ABe 4/4, rinumerata nel 1991 116, rotabile storico |
| Automotrici elettriche | Ce 4/4 131÷133   | 1943                | SWS-MFO     | consegnate alla GFM, riclassificate nel 1956 Be 4/4, 131 conservata da GFM Historique, 132 demolita nel 1989, 133 demolita nel 2010 |
| Automotrici elettriche | BDe 4/4 141÷142  | 1972                | SWS-SAAS    | consegnate alla GFM, fino al 1981 utilizzate per il traffico merci, senza sedili per i passeggeri (sostituiti da zavorra); 141 conservata da GFM Historique, 142 demolita nel 2016                                                                                      |
| Automotrici elettriche | Be 4/4 151÷152   | 1977                | SIG-SAAS    | consegnate alla GFM, demolite nel 2016 |
| Automotrici elettriche | BDe 4/4 121÷124  | 1992-96             | ACMV-ABB    | consegnate alla GFM, riclassificate nel 2010-11 Be 4/4, 124 demolita nel 2024 |
| Elettrotreni           | BDe 4/12 101÷110 | 2015-16             | Stadler-ABB | consegnate alla TPF, parte di una fornitura congiunta con MBC, Travys, NStCM e MOB |
| Locomotiva elettrica   | Ge 2/2 500       | 1913                | SWS-MFO     | consegnata alla CEG, rinumerata 11 nel 1942, riclassificata Te 2/2 nel 1954, conservata |
| Locomotiva elettrica   | Ge 2/2 501       | 1913                | CEG-Alioth  | costruita con pezzi di una automotrice, rinumerata 12 nel 1942, riclassificata Te 2/2 nel 1954, conservata da GFM Historique |
| Locomotiva elettrica   | Ge 4/4 502       | 1927                | CEG-Alioth  | costruita sulla base dell'automotrice BCFZe 4/4 8, rinumerata 13 nel 1942, riclassificata Te 4/4 nel 1954, demolita nel 2016 |
| Locomotiva elettrica   | Ge 4/4 503       | 1933                | CEG-Alioth  | costruita sulla base dell'automotrice BCFZe 4/4 9, rinumerata 14 nel 1942, riclassificata Te 4/4 nel 1954, conservata da GFM Historique |
| Locomotive elettriche  | GDe 4/4 101÷102  | 1983                | SLM-BBC     | consegnate alla GFM, parte di una fornitura congiunta con la MOB, cedute nel 2007 alla MOB |
| Locomotiva bimodale    | Gem 2/2 18       | 2016                | Stadler-ABB | consegnata alla TPF, per servizi interni, identica a rotabili consegnati a MOB e NStCM |